# Romulea requienii
Romulea requienii är en irisväxtart som beskrevs av Filippo Parlatore. Romulea requienii ingår i släktet Romulea och familjen irisväxter. Inga underarter finns listade i Catalogue of Life.

## Bildgalleri

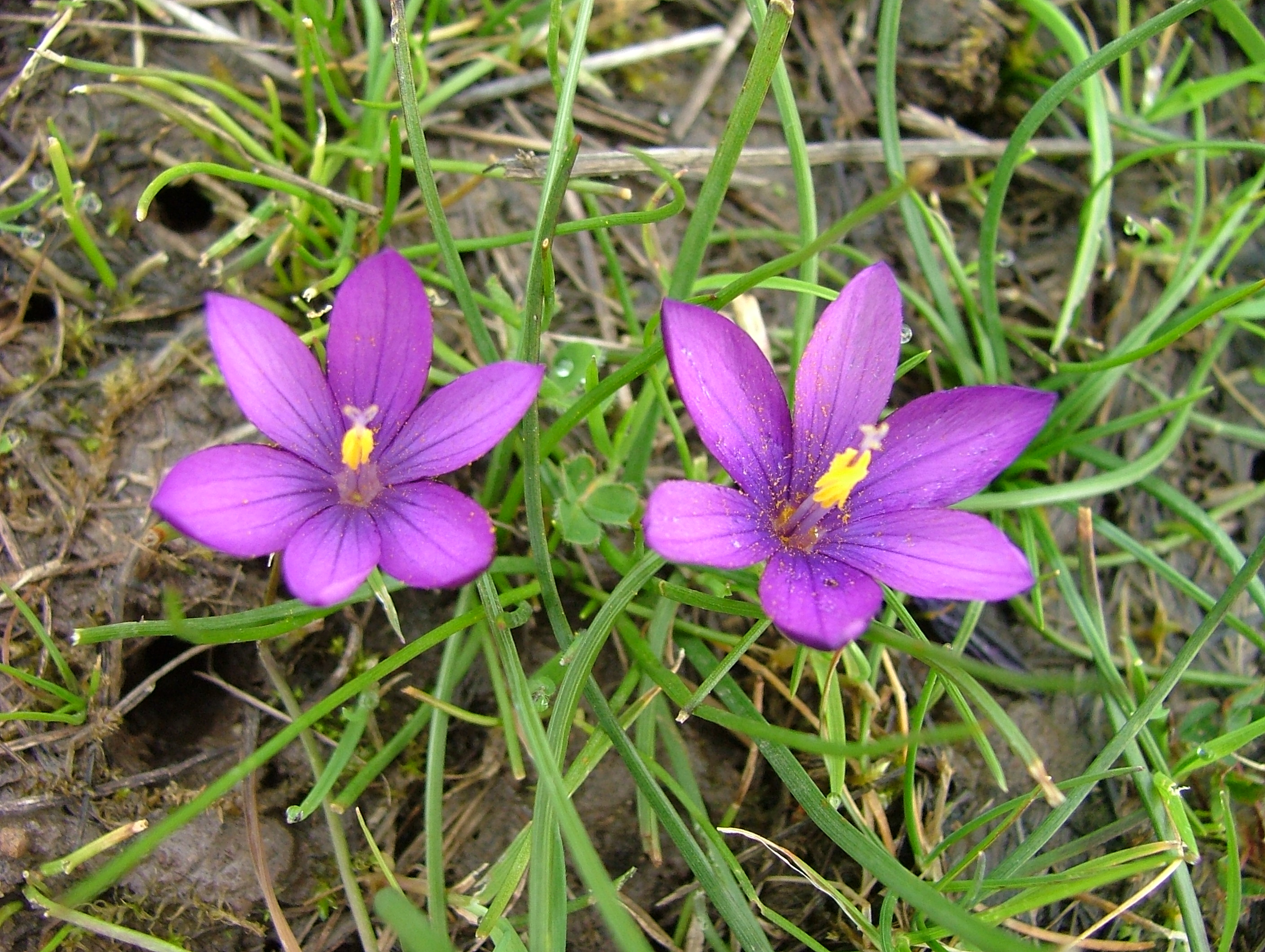
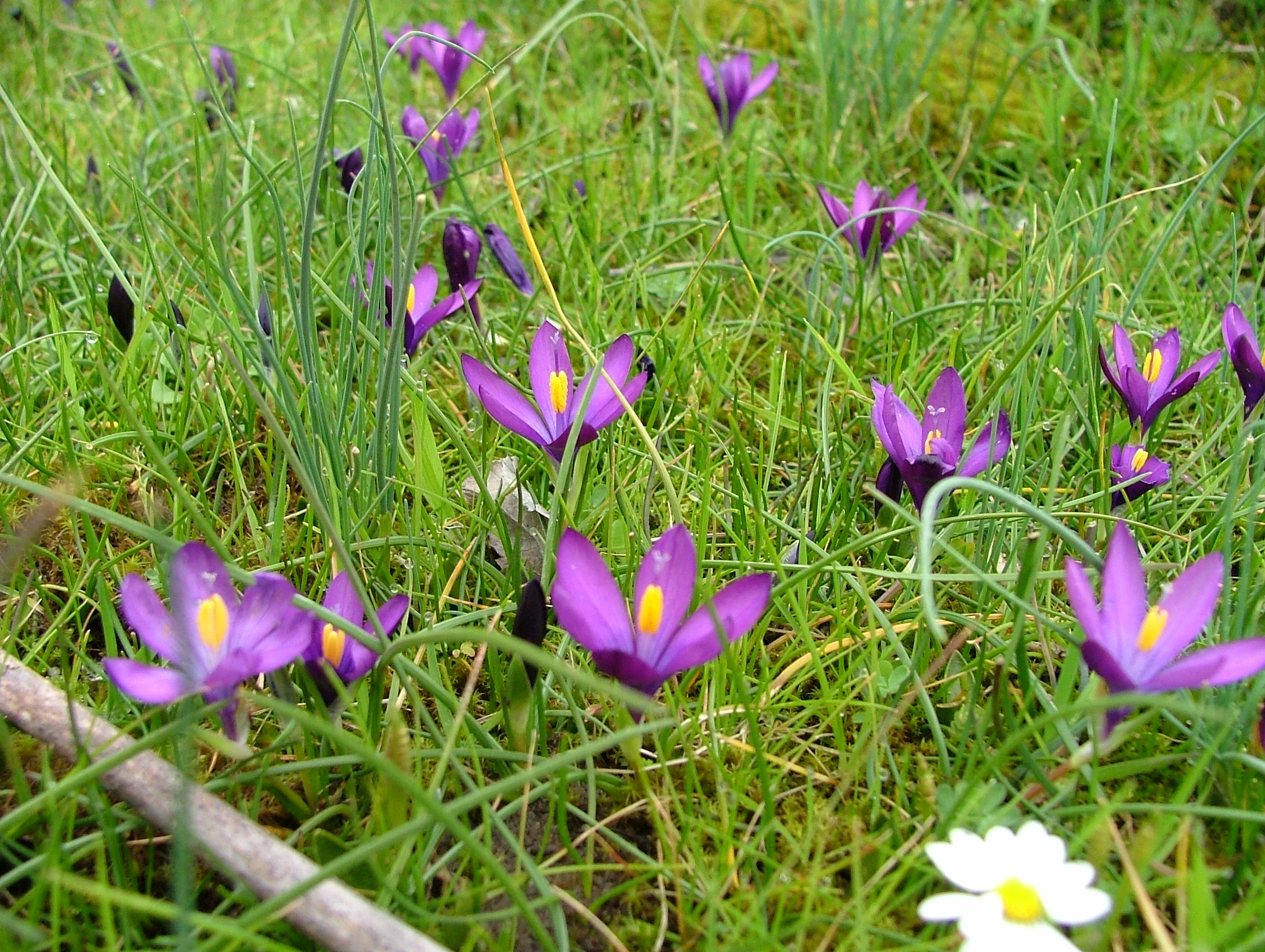
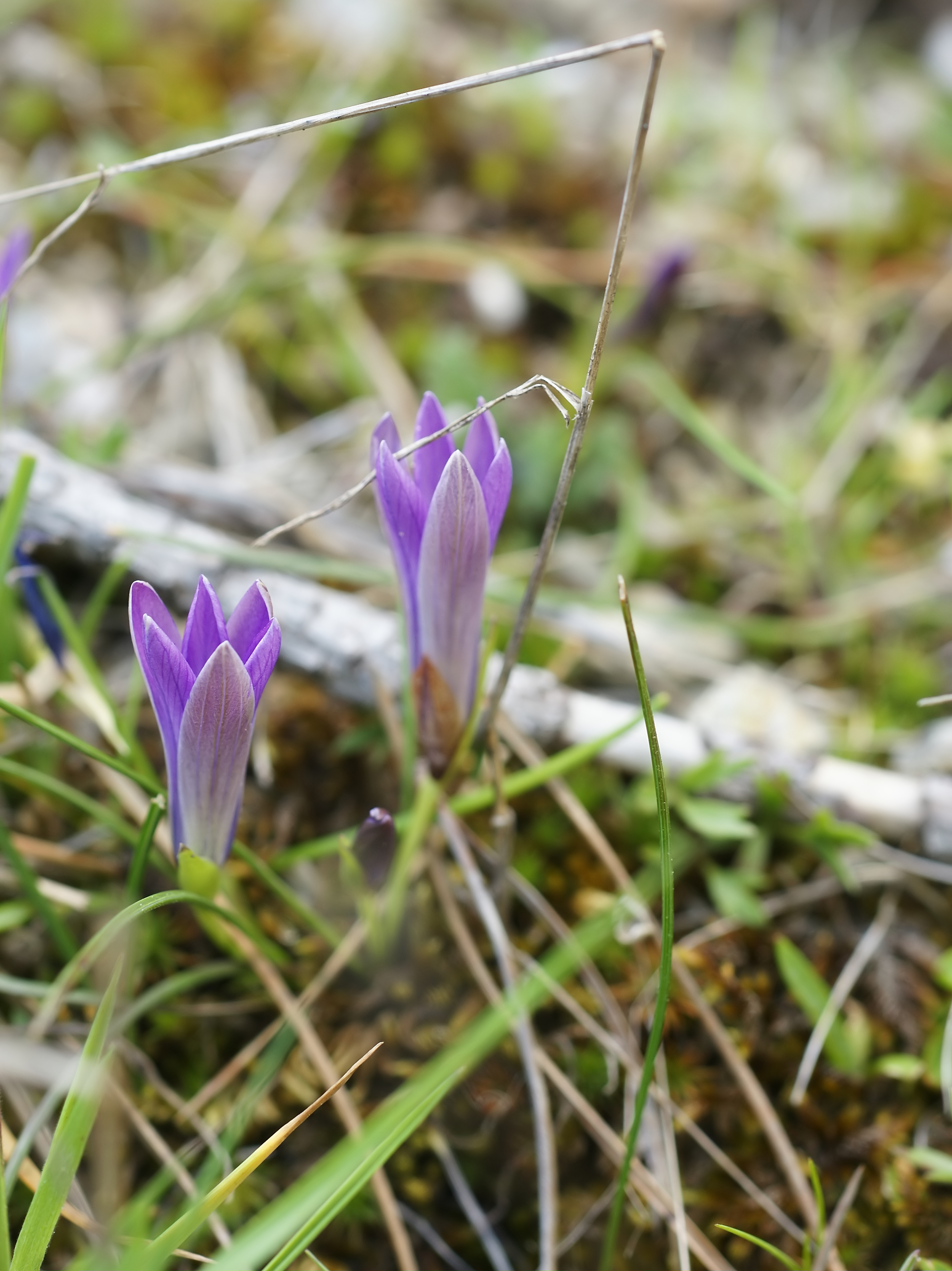